# Leichtathletik-U18-Afrikameisterschaften
Die Leichtathletik-U18-Afrikameisterschaften (bis 2019 Leichtathletik-Jugendafrikameisterschaften) sind Leichtathletik-Wettkämpfe, die vom afrikanischen Kontinentalverband Confédération Africaine d’Athlétisme (CAA) im Zwei-Jahres-Rhythmus veranstaltet werden. Die ersten Meisterschaften fanden 2013 in der nigerianischen Stadt Warri statt.

## Veranstaltungen
| Nr. | Jahr | Stadt   | Land           | Datum                | Stadion                      | Wettbewerbe | Athleten |
| --- | ---- | ------- | -------------- | -------------------- | ---------------------------- | ----------- | -------- |
| 1.  | 2013 | Warri   | Nigeria        | 28. bis 31. März     | Warri Township Stadium       | 39          |          |
| 2.  | 2015 | Réduit  | Mauritius      | 23. bis 26. April    | Maryse Justin Stadium        | 38          |          |
| 3.  | 2019 | Abidjan | Elfenbeinküste | 16. bis 20. April    | Stade Félix Houphouët-Boigny | 31          |          |
| 4.  | 2023 | Ndola   | Sambia         | 29. April bis 3. Mai | Levy Mwanawasa Stadium       | 40          |          |

## Meisterschaftsrekorde

### Männer
| Disziplin                  | Rekord             | Athlet                   | Datum          | Ort     |
| -------------------------- | ------------------ | ------------------------ | -------------- | ------- |
| 100 m                      | 10,47 s (−1,6 m/s) | Werner Bezuidenhout      | 30. April 2023 | Ndola   |
| 200 m                      | 20,52 s (0,0 m/s)  | Sinesipho Dambile        | 19. April 2019 | Abidjan |
| 400 m                      | 46,01 s            | Samuel Ogazi             | 30. April 2023 | Ndola   |
| 800 m                      | 1:46,54 min        | Guirreh Abdo Razakhassan | 20. April 2019 | Abidjan |
| 1500 m                     | 3:40,28 min        | Vincent Kibet Keter      | 16. April 2019 | Abidjan |
| 3000 m                     | 7:56,29 min        | Davis Kiplangat          | 25. April 2015 | Moka    |
| 110 m Hürden (91 cm)       | 13,31 s (−1,7 m/s) | Naeem Jack               | 1. Mai 2023    | Ndola   |
| 400 m Hürden (84 cm)       | 51,36 s            | Matdozi Ndo              | 3. Mai 2023    | Ndola   |
| 2000 m Hindernis           | 5:35,47 min        | Bikila Tadese Takele     | 17. April 2019 | Abidjan |
| Sprintstaffel (1000 Meter) | 1:49,50 min        | Südafrika                | April 2019     | Abidjan |
| 10.000 m Bahngehen         | 46:09,53 min       | Pierre Vermaak           | 26. April 2015 | Moka    |
| Hochsprung                 | 2,10 m             | Luke van der Merwe       | 29. April 2023 | Ndola   |
| Stabhochsprung             | 5,10 m             | Kyer Rademeyer           | 19. April 2019 | Abidjan |
| Weitsprung                 | 7,41 m (−0,4 m/s)  | Muchine Khoua            | 24. April 2015 | Moka    |
| Dreisprung                 | 15,70 m (−0,1 m/s) | Precious Ugo Irivi       | 2. Mai 2023    | Ndola   |
| Kugelstoßen (5 kg)         | 20,14 m            | Hencu Lamberts           | 2. Mai 2023    | Ndola   |
| Diskuswurf (1,50 kg)       | 64,88 m            | Werner Visser            | 23. April 2015 | Moka    |
| Hammerwurf                 | 68,66 m (5 kg)     | Mohamed Saeed            | 18. April 2019 | Abidjan |
| Speerwurf                  | 74,71 m (700 g)    | Chinecherem Nnamdi       | 18. April 2019 | Abidjan |
| Achtkampf                  | 5629 Punkte        | Louai Lamraoui           | 3. Mai 2023    | Ndola   |

### Frauen
| Disziplin                  | Rekord             | Athletin                                                                 | Datum          | Ort     |
| -------------------------- | ------------------ | ------------------------------------------------------------------------ | -------------- | ------- |
| 100 m                      | 11,53 s (−1,4 m/s) | Faith Okwose                                                             | 30. April 2023 | Ndola   |
| 200 m                      | 23,31 s (−0,2 m/s) | Faith Okwose                                                             | 2. Mai 2023    | Ndola   |
| 400 m                      | 52,28 s            | Favour Ofili                                                             | 17. April 2019 | Abidjan |
| 800 m                      | 2:05,05 min        | Aliyi Zeyituna                                                           | 29. März 2013  | Warri   |
| 1500 m                     | 4:10,7 min         | Nancy Cherop                                                             | 29. April 2023 | Ndola   |
| 3000 m                     | 9:10,57 min        | Emily Chebet Kipchumba                                                   | 23. April 2015 | Moka    |
| 100 m Hürden (76 cm)       | 13,30 s (+1,0 m/s) | Taylon Bieldt                                                            | 24. April 2015 | Moka    |
| 400 m Hürden               | 59,22 s            | Taylon Bieldt                                                            | 26. April 2015 | Moka    |
| 2000 m Hindernis           | 6:14,29 min        | Alemnat Walle                                                            | 2. Mai 2023    | Ndola   |
| Sprintstaffel (1000 Meter) | 2:08,71 min        | Omotayo Abolaji Aniekeme Alphonsus Blessing Adiakerenwa Praise Idamadudu | 24. April 2015 | Moka    |
| 5000 m Bahngehen           | 24:22,51 min       | Imen Saii                                                                | 3. Mai 2023    | Ndola   |
| Hochsprung                 | 1,80 m             | Rhizlane Siba                                                            | 30. März 2013  | Warri   |
| Stabhochsprung             | 3,20 m             | May Massika Mezioud                                                      | 23. April 2015 | Moka    |
| Weitsprung                 | 6,08 m (−0,5 m/s)  | Timeke-Jade Coetzee                                                      | 1. Mai 2023    | Ndola   |
| Dreisprung                 | 12,65 m (−1,0 m/s) | Nolwazi Mashaba                                                          | 16. April 2019 | Abidjan |
| Kugelstoßen (3 kg)         | 17,33 m            | Dane Roets                                                               | 18. April 2019 | Abidjan |
| Diskuswurf                 | 50,10 m            | Alicia Khunou                                                            | 30. April 2023 | Ndola   |
| Hammerwurf (3 kg)          | 63,51 m            | Phethissang Makhethe                                                     | 20. April 2019 | Abidjan |
| Speerwurf (500 g)          | 51,57 m            | Heike De Nyssechen                                                       | 19. April 2019 | Abidjan |
| Siebenkampf                | 4733 Punkte        | Sylvia Schulz                                                            | 25. April 2015 | Moka    |

## Ewiger Medaillenspiegel
Insgesamt wurden bei Leichtathletik-Juniorenasienmeisterschaften 36 Gold-, 36 Silber- und 36 Bronzemedaillen von Athleten für 16 Länder gewonnen. Die nachfolgende Tabelle enthält die 20 erfolgreichsten Nationen in lexikographischer Ordnung (Stand: nach den Leichtathletik-Jugendasienmeisterschaften 2017).
| Platz | Land         | Gold | Silber | Bronze | Total |
| ----- | ------------ | ---- | ------ | ------ | ----- |
| 01    | Südafrika    | 17   | 6      | 6      | 29    |
| 02    | Nigeria      | 14   | 13     | 12     | 39    |
| 03    | Kenia        | 13   | 13     | 4      | 30    |
| 04    | Ägypten      | 9    | 14     | 4      | 27    |
| 05    | Äthiopien    | 7    | 12     | 7      | 26    |
| 06    | Marokko      | 2    | 3      | 10     | 15    |
| 07    | Botswana     | 2    | 2      | 1      | 5     |
| 08    | Gambia       | 2    | 0      | 3      | 5     |
| 09    | Algerien     | 2    | 0      | 2      | 4     |
| 10    | Mauritius    | 1    | 2      | 6      | 9     |
| 11    | Namibia      | 1    | 1      | 5      | 7     |
| 12    | Eritrea      | 1    | 1      | 3      | 5     |
| 13    | Ruanda       | 1    | 0      | 2      | 3     |
| 13    | Senegal      | 1    | 0      | 2      | 3     |
| 15    | Sambia       | 1    | 0      | 0      | 3     |
| 16    | Simbabwe     | 0    | 2      | 2      | 4     |
| 17    | Uganda       | 0    | 2      | 1      | 3     |
| 18    | Burkina Faso | 0    | 1      | 0      | 1     |
| 18    | Togo         | 0    | 1      | 0      | 1     |
| 18    | Seychellen   | 0    | 1      | 0      | 1     |